# Daniela Falcão
Daniela Falcão (Salvador, 30 de outubro de 1970) é uma jornalista brasileira, formada em jornalismo pela Universidade de Brasília (UnB). Em janeiro de 2017, assumiu o cargo de diretora-geral da Edições Globo Condé Nast.
Ganhou o prêmio Troféu Mulher Imprensa na sua primeira edição, na categoria Revista.

## Vida pessoal
O primeiro contato de Daniela com o Jornalismo foi ainda na adolescência, por ser neta do jornalista e criador do Jornal da Bahia, João Falcão. Por conta disso, Daniela passou a interessar-se pelo ramo, embora preferisse a psicanálise estudada pela mãe, que era psicóloga, às roupas sobre as quais trabalharia depois de anos, na Vogue Brasil. Na infância, por influência do avô, escrevia pequenas histórias para suplementos infantis.
Nascida em Salvador, Falcão morou no Rio de Janeiro até os 17 anos de idade. Embora ela quisesse continuar no estado, o pai dela era contrário a essa decisão. A vontade de estudar na melhor universidade de Jornalismo foi o que convenceu os pais da jornalista de que ela não poderia mais morar na Bahia. Em Brasília, Daniela se formou como jornalista pela Universidade de Brasília (UNB). Depois disso, retornou para Salvador, como tinha prometido ao pai.
Em 2015, na mesma época da semana de moda de Milão, Daniela recebeu a notícia de câncer encapsulado na mama direita, contido numa área do quadrante superior. Voltou para São Paulo no dia 12 de março e logo no dia 23, do mesmo mês, foi operada. Teve um músculo das costas deslocado para a mama atingida. O carcinoma estava ainda contido, o que a livrou da quimioterapia.

## Carreira
Depois de formada, trabalhou na Tribuna da Bahia e no jornal A Tarde, trabalhando com temas como comportamento. Antes de entrar no mundo da moda, Falcão também passou por outras áreas como cultura, política e cidade. Em 1995, foi trainee no grupo Folha de S.Paulo e ganhou uma bolsa de estudos no programa Jovens Talentos do jornal. Foi trabalhar como correspondente em Nova York e, ao voltar ao Brasil, continuou na Folha de S.Paulo cobrindo questões de política e cotidiano. Foi convidada a trabalhar como subeditora da revista de domingo do Jornal do Brasil, onde teve o primeiro contato com a moda. Depois de dois anos na publicação, foi convidada para trabalhar na revista da Oi.
Em 2003, Falcão passou a trabalhar como diretora de redação das revistas TPM e TRIP. Em 2005, virou editora-chefe da revista Vogue Brasil e, em 2016, foi convidada a assumir o cargo de diretora editorial das Edições Globo Condé Nast, quando passou a ser responsável pelas quatro publicações da editora: Vogue, Casa Vogue, GQ Brasil e Glamour. Em 2017, foi convidada a assumir o cargo de diretora-geral da editora.
Em 2017, sua trajetória se tornou tema para um documentário dirigido por Maria Prata, que relata sobre o período que trabalhou como diretora da redação da revista até ascender na direção geral da Edições Globo Condé Nast. Nesse mesmo ano, Daniela Falcão foi eleita uma das quinhentas pessoas mais influentes no mundo da moda, pela Business of Fashion.
Em dezembro de 2020, Daniela deixou a EGCN depois uma reportagem do jornalista Chico Felitti revelar diversas acusações de assédio moral dentro da gestão dela do grupo editorial. Daniela montou uma empresa de consultoria em conteúdo estratégico, a Solar Comunicações. Em agosto de 2021 lançou o NORDESTESSE, um hub para fomentar, ampliar e divulgar criativos dos nove Estados do Nordeste nas áreas de moda, design, artes plásticas e gastronomia. 